# 言語の起源
| ヒトはいつ、なぜ、どのように言語を使用し始めたのか。 |

言語の起源（げんごのきげん）では、ヒトにおける言語の起源について記述する。
言語の起源は広範に議論される話題である。人類の進化史において、言語が最初に起こったのは、どのように、なぜ、いつ、どこでなのかに関して、数多くの仮説が存在する。1990年代初頭以降、「言語の起源」の解明に新しい方法でとりくむ言語学者、考古学者、心理学者、人類学者その他の専門家の数が増加している。

## アプローチ
言語の起源に対するアプローチは、何を基本的な前提にしているかによって分類することができる。「連続性理論」は、言語は複雑なので何もない所から急に完全な形で言語が現れるのを想像することはできないという考えに基づいている。言語は、私たちの祖先の霊長類の間で言語に先立つ前-言語的体系から発展してきたに違いない、とされる。「不連続性理論」は、逆の考え、つまり、言語は他に類のない特徴なのでヒト以外の動物の特徴と比較することはできないし、そのため人間の進化の過程で全く突然に現れたに違いない、という考えに基づいている。もう一つの異なる理論は、言語が概して一般的に符号化された生来の能力であると大抵みなしている前二者と違い、言語を主に文化的な、つまり、社会的な交流を通じて習得される体系だとみなす。
ノーム・チョムスキーは不連続性理論の卓越した唱道者だが、この問題に関して彼は同僚たちの中で孤立している。約10万年前に言語機能 (心―脳の構成要素) が「瞬間的に」「完全」もしくは「ほぼ完全」な形で出現するような進化の一度きりの突然変異が霊長類の一個体に起こった、と彼は主張している。続いて哲学的主張が手短に行われた。まず、進化について知られている者から:一個体における偶発的な遺伝的変化によって種のいかなる生物学的変化も起こり、そうした変化が交配可能な集団内で広がっていく。第二に、言語理論の計算機的観点から:求められる唯一の能力は心の再帰的データ構造 (いわゆる離散的無限の性質、人の心に特異的に表れる) を構成・処理する認知能力である。ヒトの心に離散的無限という性質を付与するこの遺伝的変化は (Nを定数として) Nまで数え上げることができるなら無限に数え上げることができる (つまり、Nまで構成できるならN+1も構成できる) ことになる、とチョムスキーは主張している。このことは、論理的事実の問題として心が決まった数までしか数え上げられない状態から無限に数え上げられるようになる漸進的な変化の方法が存在しないのでヒトの言語機能の進化は跳躍進化であるという主張を前提としている。不正確な類推ではあるが、ヒトにおける言語機能の形成は結晶の形成に似ている。離散的無限は霊長類の過飽和状態の脳における種結晶であり、一たび一つの小さいがしかし決定的なかなめ石が進化によって生まれると物理的法則によって今にも発展してヒトの心にならんばかりになる。
連続性に基づく理論は近年大多数の学者が唱えているが、発展をどのように把握するかに関しては諸説ある。言語を概ね先天的なものだとみなす人々の中には、―特にスティーヴン・ピンカー は—ヒト以外の霊長類の中で先駆者を特定することを考えようとせず、単に言語機能は通常の漸進的な方法で発展したに違いないという考えを強調する者もいる。言語を概ね先天的なものだとみなす人々の中には、―特にイブ・ウルベク は—言語は霊長類のコミュニケーションからではなく、それより著しく複雑である霊長類の認知能力から発達してきたと述べる者もいる。マイケル・トマセロのような言語を社会的に習得されるコミュニケーションの道具とみなす人々は、言語は音声ではなくジェスチャーによる霊長類のコミュニケーションの認知的に制御された側面から発展してきたとみなす。音声的な面での言語の先駆者を考える際には、連続性理論をとる人々の多くは言語が初期の人の歌う能力から発展してきたと想像する。
言語の発生を何らかの社会的変化の結果とみなす人々は連続性か非連続性かという対立を超えた立場に立つ。ここでいう社会的変化とは先例のないレベルでの公共的信託が生まれることによってそれまで休眠状態に置かれていた言語的創造を成す遺伝的能力を開放するようなものである。「儀式・発話の共進化理論」はこのアプローチの一例である。こういったグループに属する学者は、チンパンジーやボノボでも、野生状態ではほぼ使わないとはいえ、記号を使う能力を潜在的に有しているという事実を指摘する。
言語の発生はヒトの先史時代にまで遡るので、関連する発展は歴史的痕跡を残していない。今日同等の過程を観察するのも不可能である。それにもかかわらず、近代において新しい手話―例えばニカラグア手話―の発生が、言語の発生に必然的に伴う発展の段階と創造の過程に関する知見をもしかしたら供給してくれるかもしれない。もう一つのアプローチは初期の人類の化石を調査し、言語使用に対する肉体的な適応の痕跡を探すというものである。絶滅した人類のDNAが見つかると、言語に関係する遺伝子―例えばFOXP2―の塩基配列をホモ・サピエンスのそれと比較することが有益となるかもしれないと考えられる場合もある。さらにいま一つの、考古学的なアプローチでは、一般的な記号から特殊的な言語への発展に関する推測を正当化する論理的な主張が発展している一方で、ボディペインティングに用いる黄土色顔料の採掘や修正のような考古学的痕跡を残す (繰り返し行われる儀式的活動のような) 象徴的な行動を頼りにする。
言語の進化やその解剖学的な必要性の時間の範囲は、少なくとも原則上は、チンパンジー属 (500-600万年前) からヒト属の系統的多様性 (230-240万年前) から約5-15万年前の完全な現代的行動まで広がっている。音声的コミュニケーションを著しく欠いていたであろうアウストラロピテクスが概して大型類人猿より洗練された音声的コミュニケーションを行っていたと唱える者はほとんどいない が、約250万年前の「ヒト属」の出現以降の発展については学者の間で諸説ある。原始的な言語様の体系 (原言語) は「ホモ・ハビリス」と同時期に出現したと考える学者もいれば、記号によるコミュニケーションの発展はホモ・エレクトゥス (180万年前) やホモ・ハイデルベルゲンシス (60万年前) と同時期にすぎず、言語の発展は20万年前以内のホモ・サピエンスに似つかわしいと提議する学者もいる。
今日の近代語の拡散と多様性を達成するのに要求される時間を推量するために統計学的手法を利用して、カリフォルニア大学バークレー校の言語学者ジョハンナ・ニコールズは、音声言語は少なくとも10万年前に現生人類において現れたと主張している。この発見は、ホモ・サピエンス種が形成されたのと大体同じ時期である中期旧石器時代のサブサハラ地域のどこかで言語が発生したであろうという遺伝学的・考古学的・古生物学的、その他の多くの証拠がそれぞれ独立に支持している。
言語学者たちは「原始的」言語が現存しないことを認める。現在生きている人は皆、少なくとも大まかには、同等の複雑性・表現力を備えた言語を話している。しかしながら、世界で話されている言語はずっと、複雑性に関して同等であり変わらなかったし現在もそうであるという20世紀のイデオロギーはもはや受け入れられない。より近年の研究によって、どのように言語の複雑性が歴史的時間を通じて言語間・言語内で違うのかが調査されてきた。

## 進化のタイムライン

### 霊長類の言語

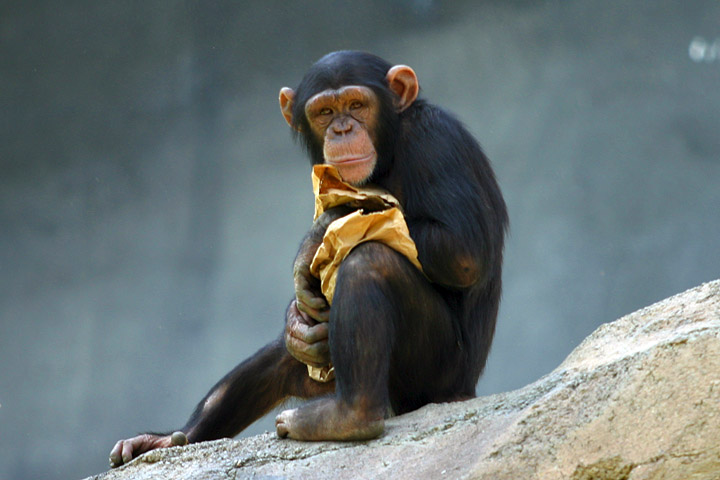
チンパンジー

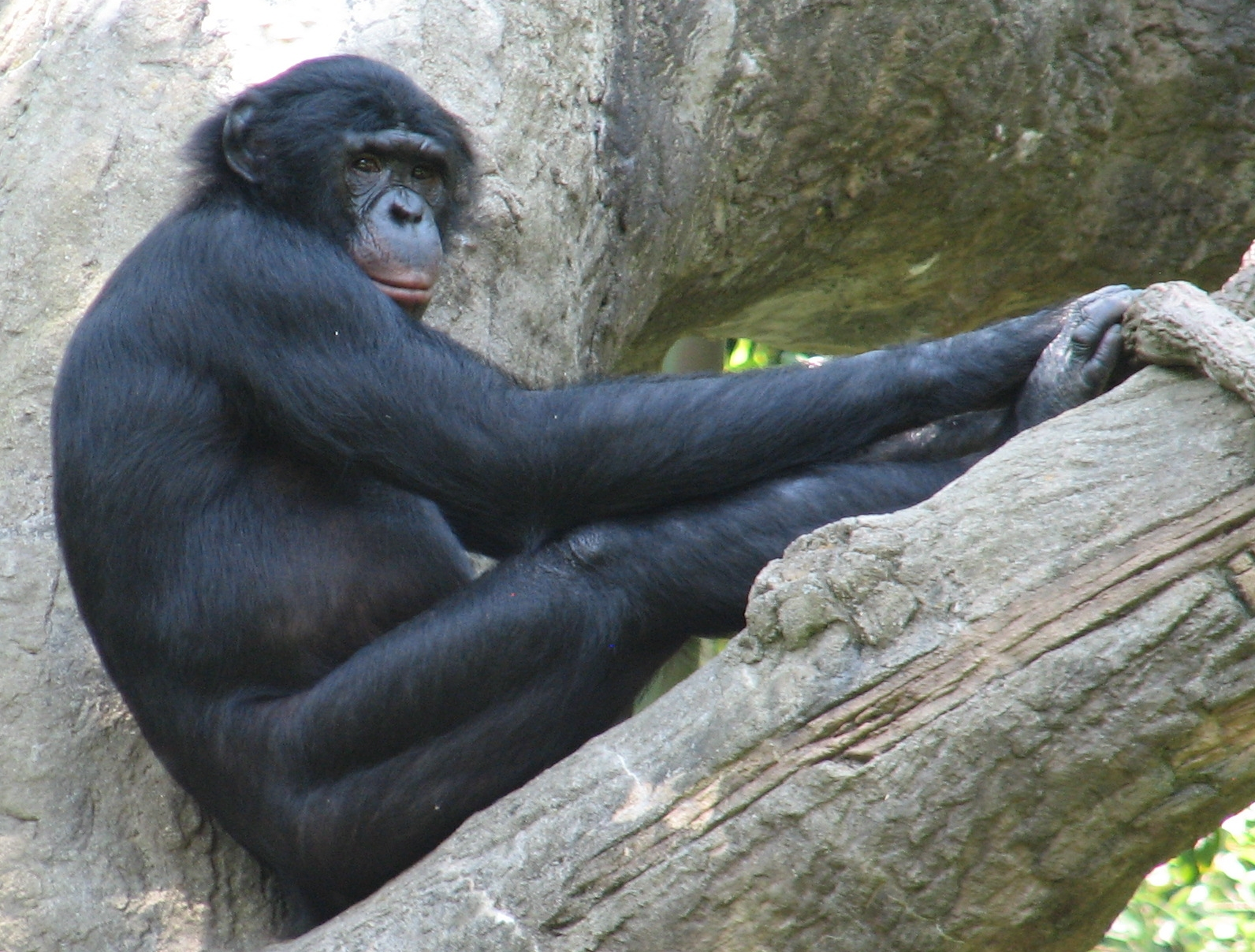
ボノボ

フィールド霊長類学者によって野生化での大型類人猿のコミュニケーションに関する有用な知見が提供され得る。主要な発見は、ヒト以外の大型類人猿を含む霊長類が鳴き声を発すると、分類上異なる場合でもそれを聞いた別の霊長類が鳴き声を発した者の精神的・肉体的状態の微妙な段階的変化を評価しようとするということである。彼らの喉頭の解剖学的構造ではヒトが出しているような多彩な音を出すことはできない。束縛の下で、 類人猿はヒトから初歩的な手話や、コンピュータのキーボードでのレクシグラム―対応する言葉と図表として似てはいない記号―の使用を教わってきた。例えば漢字のような、数百のレクシグラムを学び、使えるようになった類人猿もいる。
霊長類の脳のブローカ野やウェルニッケ野は音を認識するだけでなく、顔面、舌、口唇、喉頭の筋肉を制御する権能を持つ。霊長類は「音声的な鳴き声」をあげることでしられるが、こういった鳴き声は脳幹や大脳辺縁系の神経回路によって作られる とされてきた。しかし、鳴いているチンパンジーの脳を近年スキャンしたところ、ブローカ野を使って鳴いていることが分かった。また、サルがサルの鳴き声を聞くときに使っている脳の部位はヒトがヒトの発話を聞くときと同じだという証拠がある。

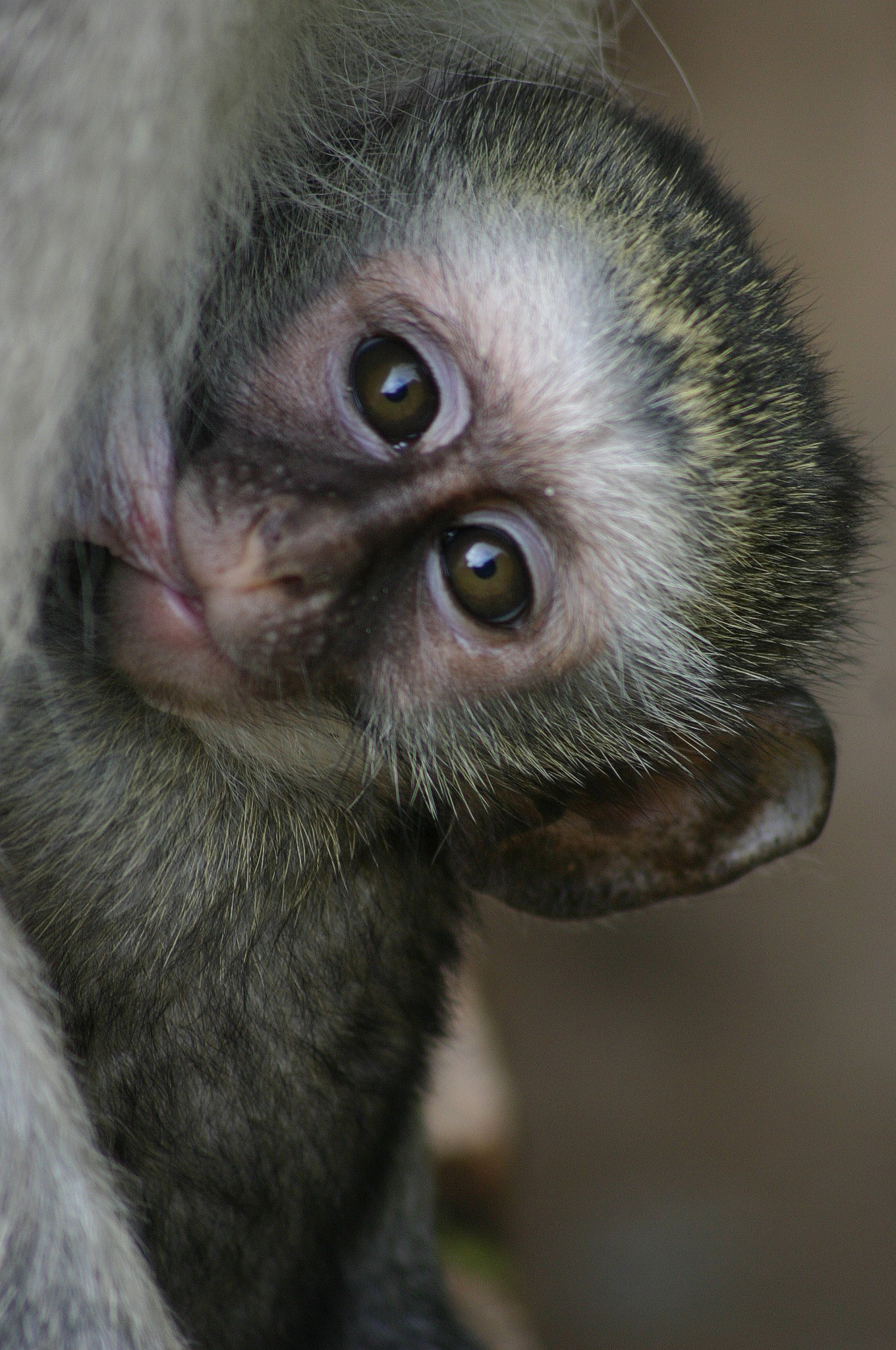
ヴェルヴェット・モンキーの子供

野生化のものに関しては、ヴェルヴェット・モンキーのコミュニケーションが最も広範に研究されている。彼らは十種の異なる音声を使い分けることで知られる。それらの音声の多くは天敵の到来をグループの仲間に警告するのに使われる。そのなかには「ヒョウの鳴き声」、「ヘビの鳴き声」、「ワシの鳴き声」などがある。それぞれの鳴き声はそれを聞いたサルに異なる防衛戦略をとらせる。科学者は拡声器とあらかじめ録音された音声を使ってサルの反応の予想を引き出すことができた。他の鳴き声は個体確認に使われうる。子ザルが鳴くと、その子の母親が子のもとに引き返してくるが、他のヴェルヴェット・モンキーは母ザルが何をするか見るために母ザルの方を向く。
同様に、チンパンジーが (束縛の下で) 異なる食べ物を指示する際に異なる「言葉」を使うことが研究者によって示されている。例えばブドウを指示するときにチンプが使う音声が研究者に記録されており、録音された音を聞くとブドウの絵を指すチンプもいる。

### 初期人類
発声を扱ううえで、初期のヒト属 (80-250万年前) の言語を扱う能力に関して著名な説がある。解剖学的に、350万年前ごろのアウストラロピテクスにおいて発達した二足歩行という特質が頭蓋骨に変化をもたらし、声道をよりL字形にしたと信じている学者もいる。頸部の比較的下の方に位置する声道や喉頭といった構造はヒトが作り出す多くの音声、特に母音を作るうえで必須な必要条件である。喉頭の位置に基づいて、ネアンデルタール人ですら現生人類が作り出す全ての音を完全に出すのに必要な解剖学的構造を持っていないと信じている学者もいる。さらに別の考え方では、喉頭の位置の低さは発声能力の発展とは無関係だとされる。
「原言語(proto-language)」という術語は言語学者のデレク・ビッカートンが定義したもので、以下の物を欠く原始的なコミュニケーションの形式である:
- 完全に発達した統語構造
- 時制、相、助動詞、等々
- 独立の機能を持つ (つまり非語彙の) 語彙

つまり、大型類人猿の言語と完全に発達した現生人類の言語との間のどこかに位置する、言語の進化の一段階のことである。ビッカートン (2009年) は、そういった原言語の最初の発生は初期のヒト属の出現に伴って起こったと提議し、ヒト属の発生をホモ・ハビリスが直面した腐肉食のニッチに行動を適応させないといけないという圧力と結びつけて考えている。
L字形の声道のような解剖学的特徴は突然現れたのではなく徐々に進化してきた。そのため、更新世初期の現生人類が持っている形式と霊長類が持っている形式の中間に位置するなんらかの形式のコミュニケーションをホモ・ハビリスやホモ・エレクトゥスが有していた可能性が最も高い。

### アルカイック・ホモ・サピエンス

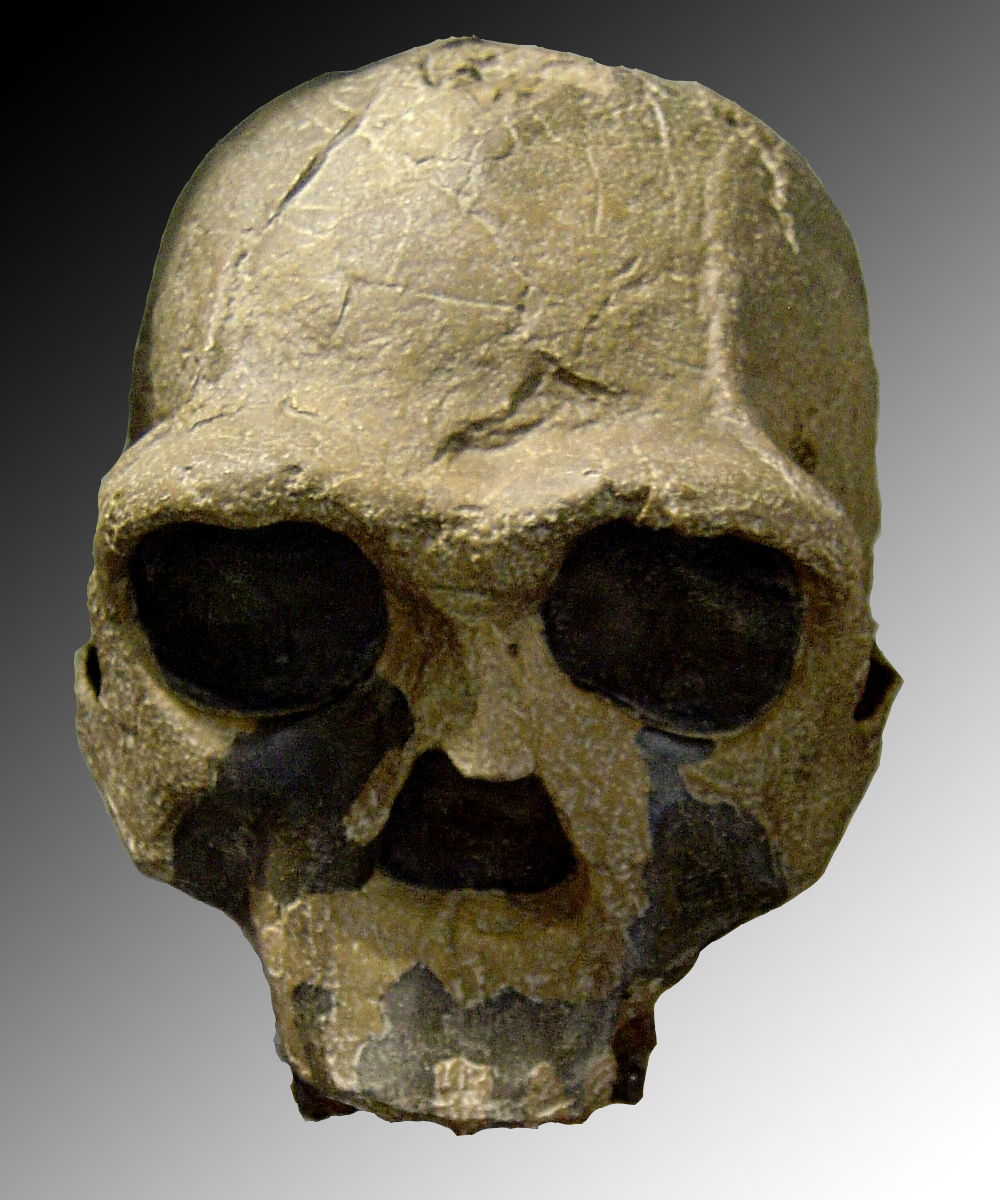
ホモ・エルガステルの頭蓋骨の化石

「Hmmmmm」が前言語的なコミュニケーションの体系として、ホモ・エルガステルに始まる初期のヒト属に使用されていて、中期更新世のホモ・ハイデルベルゲンシスやホモ・ネアンデルターレンシスにおいて最高度に洗練された、とスティーヴン・ミズンが提言している。「Hmmmmm」はholistic (非組成的)、manipulative (発話は記述的な言明ではなく指令や提案である)、multi-modal (ジェスチャーや模倣であるのと同じだけ音声的である)、musical、memeticの頭文字である。

#### ホモ・ハイデルベルゲンシス

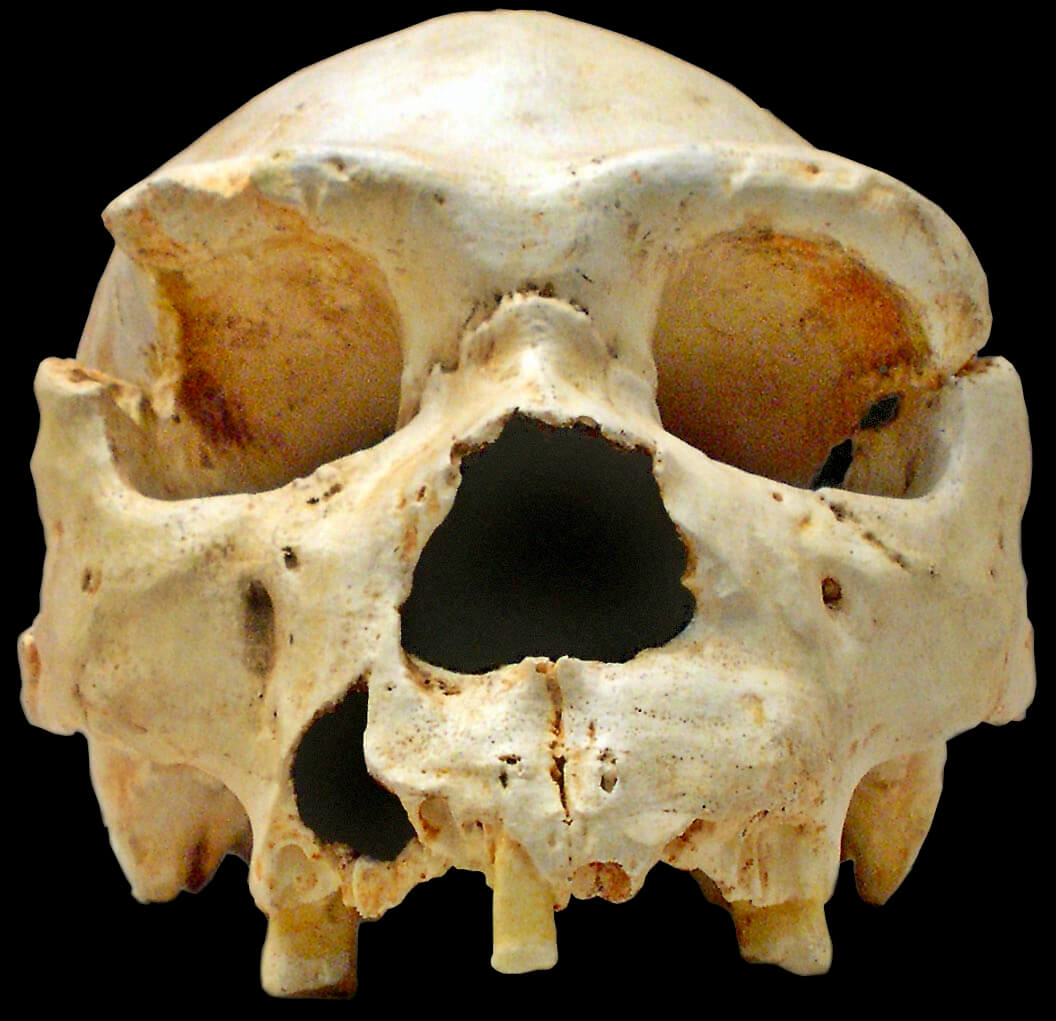
ホモ・ハイデルベルゲンシスの頭蓋骨の化石

ホモ・ハイデルベルゲンシスはホモ・エルガステルと非常に近縁であった (移住した子孫である可能性が高い)。ホモ・エルガステルは声を出した初めてのヒト科動物とされ、この点に関して継承した文化をホモ・ハイデルベルゲンシスが発展させてより洗練されたものにしており、原始的な形の記号言語を発展させた可能性がある。

#### ホモ・ネアンデルターレンシス

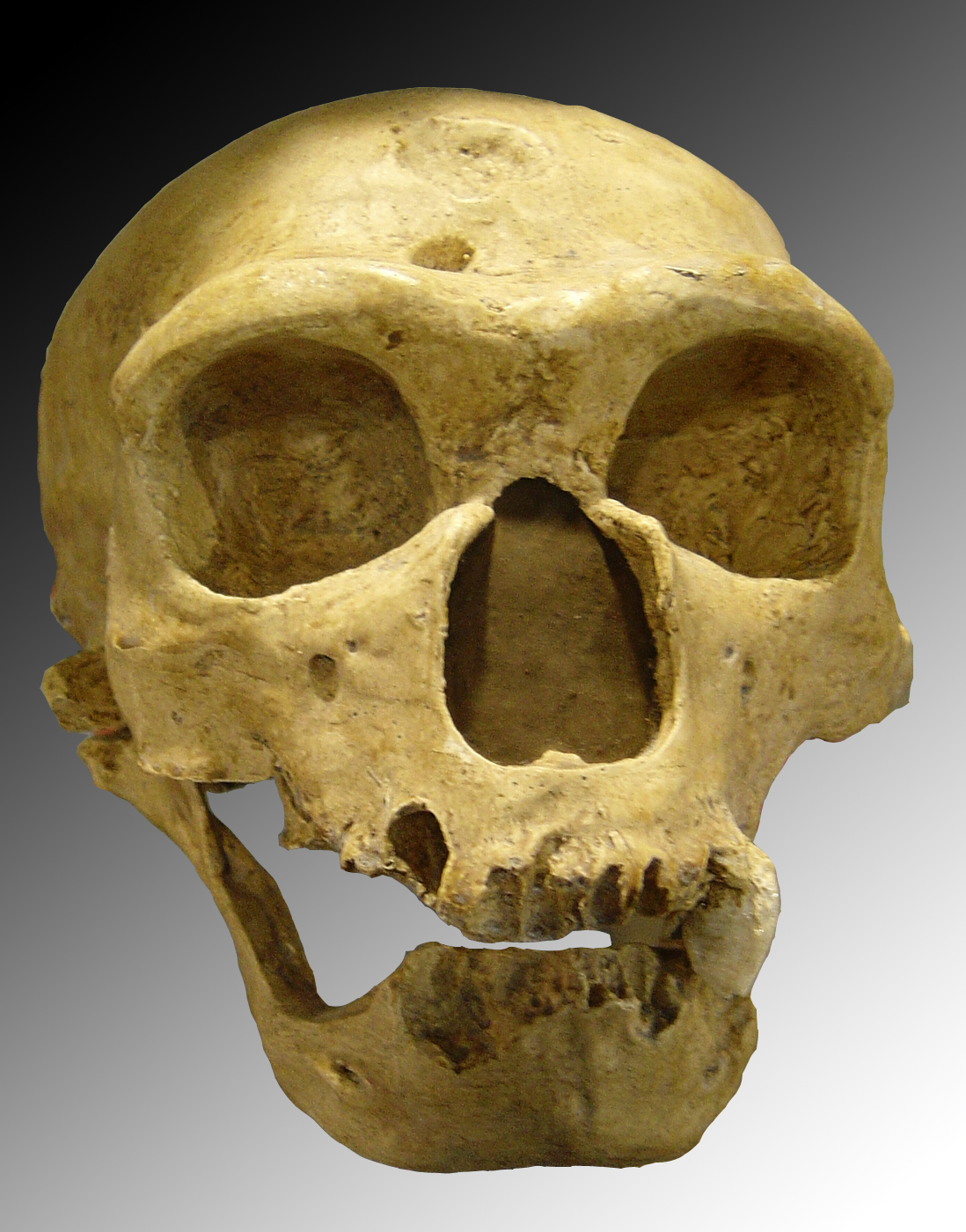
ホモ・ネアンデルターレンシスの頭蓋骨の化石

2007年にネアンデルタール人の舌骨が発見されたことで、ネアンデルタール人は解剖学的に現生人類と同じだけの音声を発する能力があるという説が唱えられるようになった。舌下神経は舌下神経管を通って舌の運動を制御しており、その大きさが言語能力を表しているとされる。30万年以上前に生きていたヒト科動物の舌下神経管はヒトよりもチンパンジーのそれにより近かった。
しかし、ネアンデルタール人は解剖学的にはしゃべる能力があったとはいうものの、現生人類と全く同じ程度の言語を有していたかについては2004年にリチャード・G・クラインが疑問を呈している。彼の疑問は昔の人類の化石記録と石器一式に基づいている。ホモ・ハビリスの出現後200万年の間ヒト科動物の石器技術はごくわずかしか変化しなかった。古い石器を広範にわたって研究しているクラインは、昔の人類の粗製石器一式は機能に基づいて分類することができないと述べ、ネアンデルタール人は石器の最終的な形態にほとんど関心を持たなかったようだと報告している。ネアンデルタール人は身体の方は言葉を発するのに十分なほど発達した器官を持っていても脳の方は現生人類のように言葉を話すのに要求されるレベルの複雑さに達していなかったであろうとクラインは主張している。ネアンデルタール人の文化的・技術的洗練の程度の問題は今なお論争の的になっている。

### ホモ・サピエンス

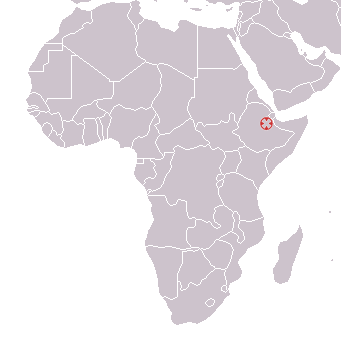
解剖学的に現生人類と同じ最古の人類ヘルト人はエチオピアで発見された

解剖学的に現生人類と同一である生物はエチオピアのオモ遺跡群の19万5000年前の化石記録で初めて現れる。しかし彼らは解剖学的には現生人類であるが、今のところ見つかっている考古学的証拠からはより古いホモ・ハイデルベルゲンシスとは違う行動をとっていたとはほとんど示されていない。彼らはアシュール石器と同レベルに留まっており、後期更新世の現生人類よりも狩りの能率が低かった。より洗練されたムスティエ文化への移行は約12万年前に起こり、ホモ・サピエンスとホモ・ネアンデルターレンシスの間で共有された。
ホモ・サピエンスにおいて起こり、ホモ・ネアンデルターレンシスやその他のヒト属とは共有されなかった完全な現代的行動の発展は5-7万年前に起こった。
初めて一つ以上の材料 (例えば骨やシカの角)から作られ、(鏃、鑿、ナイフの刃、掘削具などの) 様々な機能のカテゴリに分類できる、より洗練された道具の発展はしばしば完全に発達した言語の存在の証拠とみなされる、というのもそういった道具の製法を子孫に伝えるのに言語が必要だと考えられるからである。
言語の進化における最大のステップは原始的なピジン言語様のコミュニケーションから現代の言語に比肩する文法・統語構造を完全に備えたクレオールのような言語への進歩にあった。
このステップは突然変異のような脳のなんらかの生物学的変化によってのみ達成されえたと信じる学者もいる。一説にはFOXP2のような遺伝子が突然変異を起こして人がコミュニケーションを行えるようになったとされている。しかし、近年の分子生物学的研究により、ネアンデルタール人もホモ・サピエンスと同じFOXP2対立遺伝子を持つことが分かった。それゆえ、ホモ・サピエンスのみに突然変異が起こったわけではない。むしろこのことは、この遺伝子上の変化がネアンデルタール人とホモ・サピエンスの分化に先立って起こったということを示唆している。
言語が数千年かけて発展してきたのか突然現れたのかという問題に関して、さらに注目すべき議論がある。
霊長類の脳に存在するウェルニッケ野とブローカ野はヒトの脳にも存在しているが、前者は認知タスク・知覚タスクに関わっており、後者は言語を使うのを助けている。霊長類の脳幹や大脳辺縁系において議論されているのと同じ神経回路が人間においては非言語的な音声 (笑う、泣く、等々) を制御している。このため、人の言語中枢は全ての霊長類に共通して存在する神経回路を改良したものではないかと提言されている。この改良とその言語的コミュニケーションの能力はヒトに特有であるように見える。このことは、言語器官はヒトの系統が霊長類 (チンプやボノボ) の系統から別れて以降に起源をもつということを示唆している。はっきり言えば、言葉を話すことはヒトに特有な、喉頭の改良だということである。

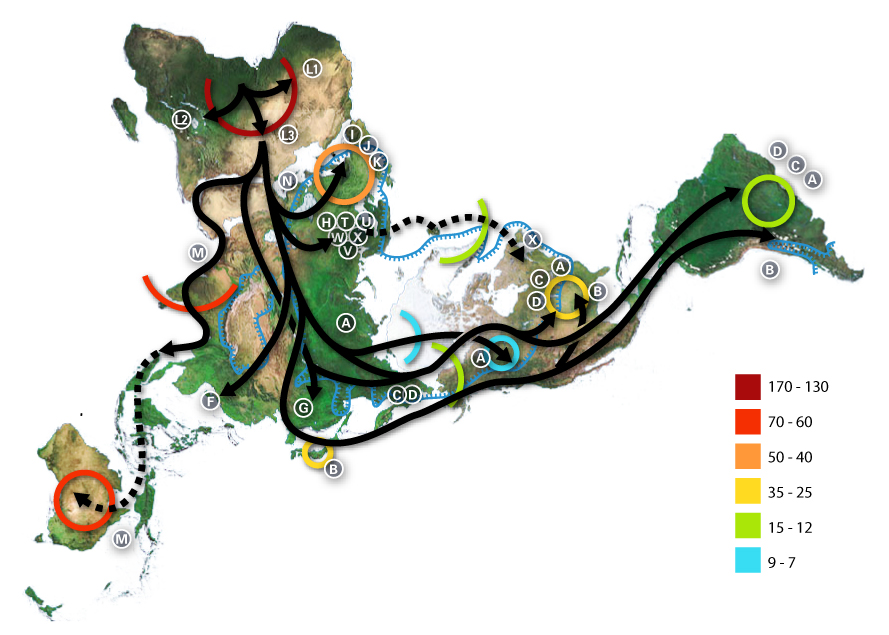
ミトコンドリアDNAに基づいた人類の移住経路のモデルの一つ

出アフリカ説によれば、50000年前ごろ にヒトの集団がアフリカを出発し、続いて、それまでヒト科動物が進出したことのなかったアメリカやオーストラリアをも含む世界各地に移住していった。それ以前にはホモ・サピエンスは現代的な認知・言語能力を獲得しておらず、結果として移住するのに要求される技術や個体数を欠いていたので、彼らは50000年以上前にはアフリカを出たことがなかったと信じている学者もいる。しかし、それ以前にホモ・エレクトゥスが (言語の使用、洗練された道具、解剖学的現代性をほとんど欠いた状態で) どうにかしてアフリカを出て行ったことを考えると、解剖学的に現生人類と同じ生物がそんなに長い間アフリカに留まっていた理由が不明になる。

## 言語の起源の仮説

### 初期の推測
1861年に、歴史言語学者のマックス・ミュラーが言葉の起源に関する試論のリストを発表した:
- ワンワン (Bow-wow)。「ワンワン説(Bow-wow theory)」もしくは「カッコー説(cuckoo theory)」は、ミュラーがドイツの哲学者ヨハン・ゴットフリート・ヘルダーに帰した説で、初期の言葉を獣や鳥の鳴き声の模倣とみなしている。
- プープー (Pooh-pooh)。「プープー説(Pooh-pooh theory)」では最初の言葉を感情的な、不意の発声や、苦痛、歓喜、驚愕その他によって引き起こされた絶叫とみなす。
- ドンドン (Ding-Dong)。ミュラーは自ら「ドンドン説(Ding-Dong theory)」と呼ぶ説を提案した。この説では、全ての物は自然に共鳴振動を起こしており、それが何らかの形で人の初期の言葉に反映されたとする。
- エイヤコーラ (Yo-he-ho)。「エイヤコーラ説(Yo-he-ho theory)」では、言語は集団でのリズミカルな労働から生まれたもので、例えば働く男たちが力を合わせようとして「ho」と叫んでいたのが「heave(持ち上げる)」に変化したとされる。
- タータ (Ta-ta)。これはマックス・ミュラーのリストには登場しない説で、1930年にサー・リチャード・パジェットが発表した[59]。「タータ説(Ta-ta theory)」によれば、ヒトは手振りをまね、耳で聞くものにした舌の運動から初期の言葉を作り出した。

今日ではほとんどの学者が、以上の説は滑稽なほど素朴で見当違いだと言うほどには悪くない―彼らは徐々に精密な知見を得てはいるが―とみなしている。これらの説について回る問題は、これらが非常に狭い意味で機械論的だということである。これらの説では、私たちの祖先が一たび意味と音を連結させて適切で巧妙な「機械論」に落ち着くと言語が自動的に発展するという考えが当然視されている。

### 信頼性と騙しの問題
ダーウィン的科学の観点からは、言語様のコミュニケーションが自然下で進化してくる上で第一の障害となるのは機械論的なものではない。むしろ、記号―音もしくは他の知覚できる形式と、それに対する意味との恣意的な結びつけ―が信頼できない、間違っているであろうものだという事実こそが第一の障害である。諺にもある通り、「言うは易し」なのである。信頼度の問題は、ダーウィン、ミュラー、その他の初期の進化論者には認識されていなかった。
動物の音声によるシグナルは大抵の場合本質的に信頼できる。ネコがのどを鳴らすとき、シグナルはその猫の満足している状態を直接に表している。それを信じることができるのは、ネコが正直な傾向があるからではなく、ネコには偽ってその音を出すことが不可能だからである。霊長類の音声的な鳴き声はネコの鳴き声よりは操作可能かもしれないが、やはり同じ理由により信頼できる―というのはそれらが偽りがたいものだからである。霊長類の社会的知能は「マキャヴェリアン」―つまり、利己的で道徳的な良心の呵責にとらわれない。サルや類人猿はしばしば他のサルや類人猿を騙すが、同時に、敵に騙されないように常に用心している。逆説的だが、まさに霊長類の騙されまいとする用心こそが彼らにおいて言語的なものに連なる情報伝達の体系の進化を阻んでいる。ここで言語の発展が不可能になるのは、騙されないようにする最良の方法は直ちに証明できるものを除いてシグナルを無視することだからである。こういった用心をされると言葉は情報伝達の用をなさない。
言葉によって騙すことは容易である。言葉が嘘であったということがしばしば起これば、聞き手は言葉を無視することで対応しようとする。言語が働くためには話し手が一般的には誠実だと聞き手が信頼していなければならない。言語に特有の性質として「ずらされた指示」がある。これは現在知覚している状況とは違う話題を指示できるということを指している。この性質のために発話は直近の「今」「ここ」に縛られない。このため、言語は普通ではないレベルの信頼を前提とする。このため言語の起源の理論は、他の動物ができていないとみられるやり方でヒトは何故お互いに信頼するようになれたのかを説明しなければならない (シグナル理論を参照)。

#### 「母語」仮説
「母語」仮説は2004年にこの問題の可能な解決法として提案された。ウィリアム・テカムザー・フィッチは、ダーウィンの血縁選択説—血縁者間での遺伝子の利益の収束—がこの問題の答えの一部を成すと提言した。言語は元来「母語」であったとフィッチは主張している。最初のうち、母とその生物学的な子の間でのコミュニケーションのために言語が進化して、後に血縁関係にある大人たちにも広まると、話し手と聞き手の利益が一致する。遺伝子の利益が共有されると本来信頼できないシグナルであった言葉のために信頼と共同作業が生まれ、言葉が頼みがいのあるものとして受容されるようになって初めて進化し始めるとフィッチは主張している。
この理論を批判する者は、血縁選択が人に特有の物ではないことを指摘する。類人猿の母親はその子と遺伝子を共有しているし全ての動物がそうである。ではなぜ人だけが言葉をしゃべるのか?さらに、初期の人類が言語によるコミュニケーションを遺伝的に近縁な者とのみに制限していたというのも信じがたい。非血縁者とコミュニケーションをとったり互いに影響しあったりすることがインセスト・タブーによって禁じられていたに違いない。だから、フィッチの最初の前提を受け入れたとしても、仮定された「母語」のネットワークが血縁者から非血縁者へと広がることが説明できない。

#### 「義務的な互恵的利他行動」仮説
イブ・ウルベク は、もう一つの標準的なダーウィン理論―「互恵的利他主義」—に訴えて言語が進化するのに必要な異常なほど高いレベルの意図的な誠実さを説明している。「互恵的利他主義」は、「あなたが私の背中を掻いてくれたら私はあなたの背中を掻いてあげます」という原則で説明される。言語を扱う際には、これは「あなたが私に正直に話してくれたら私もあなたに正直に話します」ということになる。標準的なダーウィンの互恵的利他主義はしばしば互いに影響しあう個体間で生まれる関係だとウルベクは指摘する。しかし、言語がコミュニティー全体に広まるために必要となる互恵主義は個人の選択にまかされているどころか普遍的に強いられる必要があった。言語が進化するためには社会が全体として倫理規定に従っていなければならないとウルベクは結論している。
この説を批判する者は、いつ、どのように、誰に「義務的な互恵的利他行動」が強いられることがどうして可能であったかをこの説は説明できないということを指摘する。この欠点の救済策として様々な提案が申し出られてきた。さらなる批判として、互恵的利他主義に基づいているとどうしても言語が働かないというものがある。会話が行える集団の中でヒトは、返答として聞き手が価値ある情報を提供しない限りは情報を保留するということは全くない。それに反して、彼らは社会的に価値のある情報を世界に宣伝したがっているようであり、返答として自分の考えを述べることのない聞き手にその情報をふれまわる。

#### 噂と毛づくろい仮説

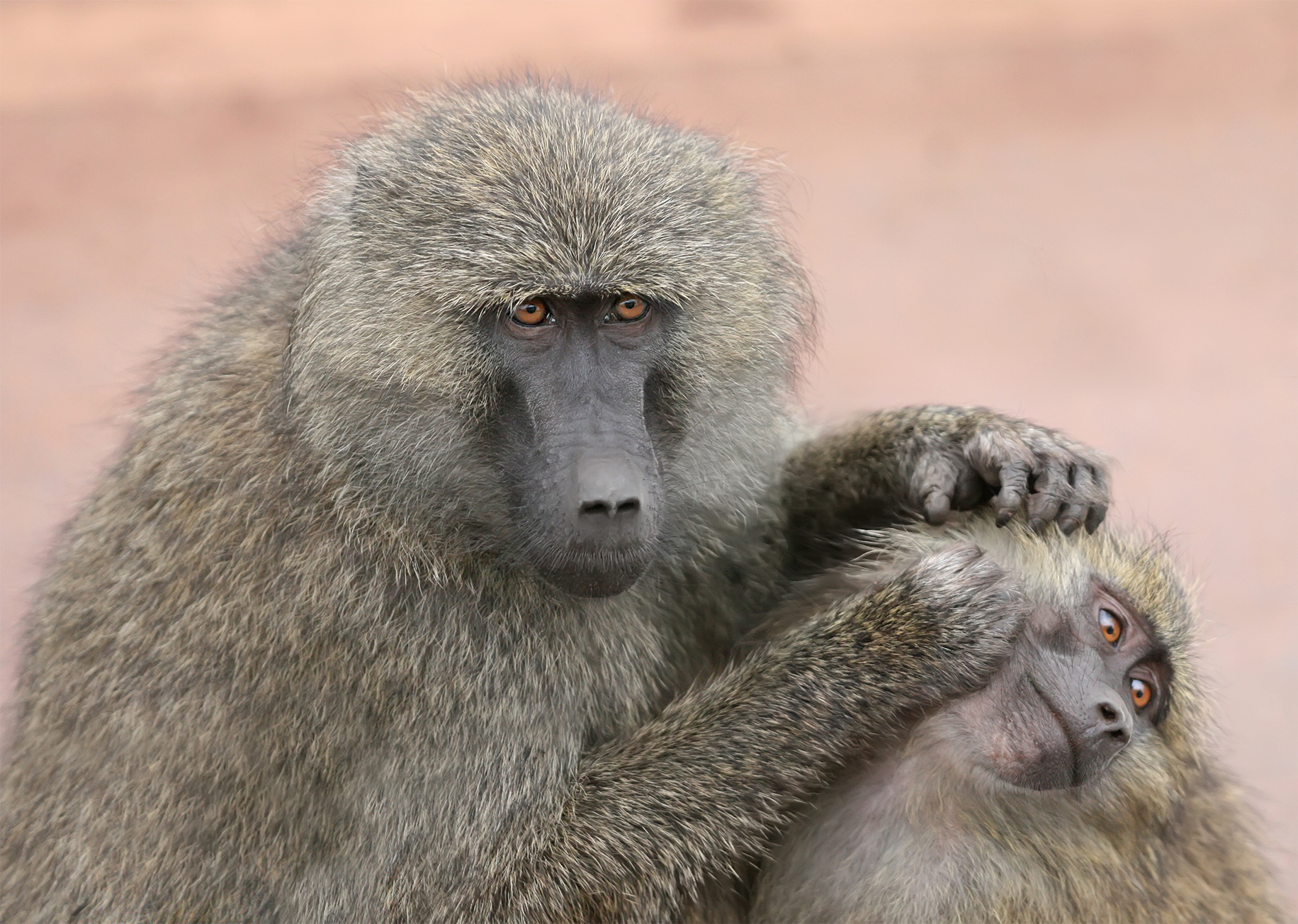
ロビン・ダンバーによればソーシャル・グルーミングが担う機能を肩代わりするために言語が生まれたという。アヌビスヒヒの親子。

ロビン・ダンバーによれば、噂は集団生活するヒトにとって、他の霊長類で毛づくろいがなしているのと同じ役割を担う―つまり噂のおかげで個々人が自分の人間関係を点検することができ、そのため「あなたが私の背中を掻いてくれたら私はあなたの背中を掻いてあげます」という原則に基づく友好関係を維持することができるのである。人類がまずまず大きな社会集団で生活し始めたために、知人友人全員と毛づくろいしあうという債務は不可能なほど時間がかかるようになった。この問題に対して、人類は「楽にできて非常に能率的な毛づくろい」―「声での毛づくろい」を発明した。今や、仲間を幸せにさせるためには手間のかからない音声による毛づくろいだけを行えばよい。それのおかげで、手は自由に他の債務をこなしつつ複数の仲間に同時に奉仕することができる。声での毛づくろいは徐々に言語―最初の内は「噂」という形―に進化していった。
この理論を批判する者は、まさに「声での毛づくろい」の効率―言うは易しという事実―は時間と手間のかかる手での毛づくろいによって伝達される類の信号による参加の能力をひそかに害してきたと指摘する。さらなる批判として、声での毛づくろい―喜ばせることはできても意味のない音声を出すこと―から認知的に複雑な構文の規則に従った発話への決定的な変化に関してこの理論は何も説明していないというものがある。

#### 儀式・発話の共進化
儀式・発話の共進化説はクリス・ナイト やジェローム・ルイス、ニック・エンフィールド、カミラ・パワー、イアン・ワッツ らによって熟議される以前に、本来、著名な社会人類学者のロイ・ラパポートによって提案されたものである。認知科学者・ロボット工学者のリュック・スティールズ は、自然人類学者・神経科学者のテレンス・ディーコンがそうである ように、この一般的なアプローチのもう一人の卓越した唱道者である。
これらの学者たちは、「言語の起源の理論」のようなものは存在しえないと主張している。というのは、言語はばらばらの適応ではなく、より広範なもの―特に、全体としてのヒトの記号の文化―の内的な側面なのだからである。子の広範な文脈と独立に言語を説明しようとする試みは、問題に対して解決を提出しないために見事空振りに終わってきた、とこれらの科学者たちは言っている。クレジットカードの発生をクレジットカードがその一部である広範な体系と独立に説明しようとする歴史家を想像できるだろうか? ある種の先進的資本主義社会―電子通信技術とデジタル計算機がすでに発明され、詐欺行為対策が行き届いているような―で制度的に認められた銀行の口座を持っている場合のみクレジットカードの使用は意味を成す。ほぼ同様に、言語も必要な社会機構・制度が一通りそろっていないと働かないであろう。例えば、野生下で類人猿がほかの類人猿とコミュニケーションをとる際には言語は働かない。最も賢い類人猿でもそういう状況下では言語を働かせられない。
この学派の主導者は、言うは易しということを指摘する。デジタルな幻覚と同じく、言葉は本質的に信頼できない。特別に賢い類人猿や、あるいは言葉を発することのできる類人猿ですら、野生下で言葉を使おうとしても、信念をなんら伝達できないであろう。本当に信念を伝えるような霊長類の発声―実際に彼らが使っている―は言葉とは違って、それらが感情的な表現である限りで、本質的に有意味で信頼できるものとなる、というのはそれらは比較的手間がかかっていて偽りづらいからである。
言語は実質的にコストがかからないデジタルなコントラストからなる。純粋な社会的慣習のように、この種のシグナルはダーウィン的な社会世界に関与する―それらは論理的不可能性である。本質的に信頼できないために、言語は、ある種の社会―特に、記号の文化の上での事実 (「制度上の事実」と言われることもある) が集団社会的承認を通じて構築・維持されているような社会―において信頼に値するという評価を構築できる場合にのみ働く。いかなる狩猟採集社会においても、記号の文化の上での事実の中で信頼を構築する基本的な仕組みは集団的な「儀式」である。それゆえ、言語の起源の研究者が直面する債務は大抵支持されている以上に多くの学問領域にわたる。それはヒトの記号の文化の進化による発生を総括的に扱うことを必然的に含み、対して言語は重要ではあるが補助的な構成要素にすぎない。
この理論の批判者にはノーム・チョムスキーがいるが、彼はこの理論を「非存在説」―まさに自然科学の研究対象としての言語の存在を否定している―と呼んでいる。チョムスキー自身の理論は、言語は突然完成された形で現れる というもので、これに対して彼を批判する者たちは、儀式・発話の共進化説では「存在しない」ものが―論理的構成物や手頃なSF―チョムスキーの理論ではそういった奇跡的な方法で現れているだけだと応答している。この論争はいまだに解決を見ていない。

### ジェスチャー理論
ジェスチャー理論では、簡素なコミュニケーションに使われたジェスチャーからヒトの言語が発展したとされる。
この理論は二種類の根拠によって支持されている。
1. ジェスチャーによる言語と音声による言語は同じ神経システムに依存している。大脳皮質の、口の運動を制御する領域と手の運動を制御する領域は互いに接している。
2. ヒト以外の霊長類は、少なくとも原始的なコミュニケーションにはジェスチャーや記号を使うことができる。また、彼らの使うジェスチャーのうちいくつかはヒトの物に似ている。例えば手をまっすぐ伸ばして行う「物乞いのポーズ」はヒトとチンパンジーが共有している[92]。

音声言語と手話はどちらも同じ神経構造に依存しているという、この説を強く支持する証拠が研究により明らかになった。大脳左半球に障害を抱え、手話を使った患者は手話を使ううえで、発話に問題のある患者が音声言語を使う場合と同様の不具合を示した。手話を使うときと音声言語・書記言語を使うときとで大脳左半球の活動する領域に違いがないことが他の研究者により明らかになっている 。
ジェスチャー理論の重要な問題は、なぜ音声言語への移行が起こったのかである。さまざまな説明が提案された: 
1. ヒトの祖先はどんどん多くの道具を使うようになっていった。それらの道具に手が占拠されたのでもはやジェスチャーを行う余裕がなくなった[95]。
2. 手でジェスチャーを行うには話し手と聞き手が互いに見合うことが要求される。例えば夜や、葉によって視界が遮られているときなど、多くの状況では視覚的なコンタクトを取らずにコミュニケーションを行う必要がある。
3. 混成理論では、かつては言語のある部分はジェスチャーの形を、別の部分は音声による模倣 (「大騒ぎ」を模倣すること) の形をとっていたが、(類人猿やサルのそれのような) 全てのシグナルが本質的に認知される必要もあったために、ジェスチャーや音声といった様々な様相が統合された、とする。この出来事において、複数の情報媒体はそれぞれ単に意図されている意味が明確になる必要があるだけでなくシグナルの信頼性において確信を抱かせる必要があった。一たびコミュニティー全体で契約上の合意が効力を持つだけでコミュニケーションの目的に対する信頼が自動的に当然視され、このことによって最終的にホモ・サピエンスは非常に能率的で、高速の―アナログではなくデジタルな―デフォルトの形式に移行しただろう、と提言されている。音声的な互いに異なる形質 (音の差異) はこの目的にとって理想的なので、この時点で―本質的に説得力のある身体言語がもはやそれぞれのメッセージを伝えることを要求されなくなった時点で―手振りによるジェスチャーから現生人類のデジタルにコードされる「話される」言葉への根本的な信頼への決定的的な移行が生じている[17][96]。

ヒトは今でも話をするとき、特に共通の言語がないときに手や顔によるジェスチャーを用いる。また、もちろん、膨大な数の手話も存在しており、一般的に聾者のコミュニティと結びつけて考えられている。言及しておくべき重要なこととして、手話は話し言葉に等しい複雑さ、洗練度、表現力を有する―認知機能も同等であるし使われる脳の部位も同じである。大きな違いは、「音素」が舌、歯、唇、息によって表現されて体の内部で作り出されるのではなくむしろ、手、体、顔で表現されることで身体の外部に作り出されることである。
ジェスチャー理論を批判する者は、霊長類においてより能率の低い非音声的なジェスチャーによるコミュニケーションが好まれて、(霊長類ではごく一部にしか現存しない) 音の高さに基づいた初期の音声コミュニケーションが放棄された根本的な理由を示しがたいと、いうことに言及する。べつの挑戦として、「ジェスチャー・ファースト理論」がデイヴィッド・マクニールのような心理言語学者によって提起されている。

### 自己馴致類人猿理論
コシジロキンパラとその家禽化された亜種であるジュウシマツとの歌の違いを調査する研究によれば、野生のキンパラは高度に類型化された順序で歌を歌うが、家禽化された方は順序にほとんど縛られずに歌を歌う。野生のキンパラの場合、歌の統語構造はメスの好みに従わなければならず―性選択―、比較的固定されている。しかし、ジュウシマツの場合は、自然選択はブリーディング、この場合は色鮮やかな羽、に取って代わられている。そのため、選択圧から解放されて、類型化された歌の統語構造が霧散してしまえるようになる。1000世代も経るうちに、よく変化して学習される順序に取って代わられてしまう。さらに、野生のキンパラでは、他のキンパラから歌の順序を学ぶことはできない。鳥類の泣鳴反応の分野では、先天的に知っている歌だけを歌える脳は非常に単純な神経経路しか持たない。強健な運動核 (robust nucleus of arcopallium ;RA) と呼ばれる前脳の主な運動中枢は音声出力を中脳に連絡し、翻って脳幹へは運動核を突き出している。対照的に、歌を学習できる脳においては、RAは、学習や社会的経験に関係するものを含む、前脳の付加的な領域からの入力を受け取る。歌の生成の制御はより縛られなく、より分散的に、そしてより融通が利くようになる。

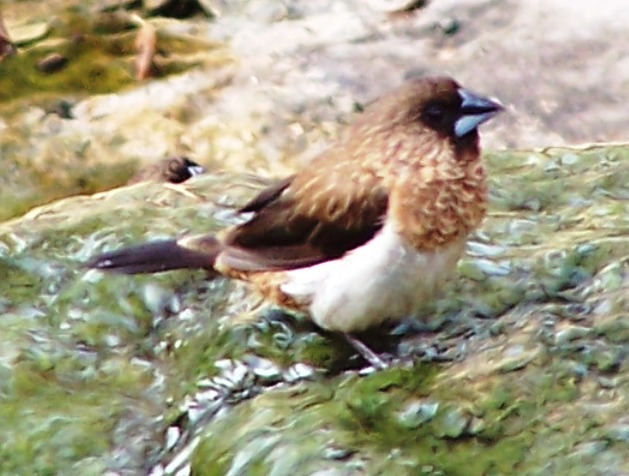
コシジロキンパラ。

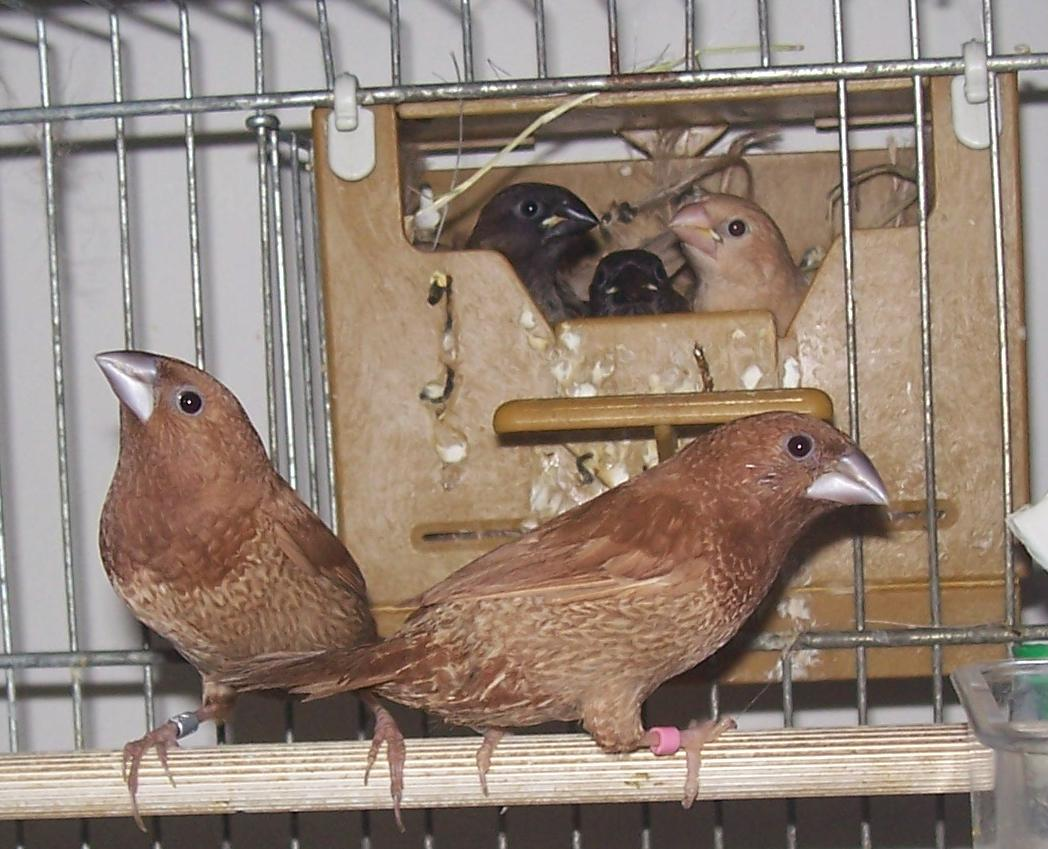
ジュウシマツ。

コミュニケーションの体系が高度に類型的な鳴き声・雄叫びのレパートリーに束縛されている他の霊長類と比較すると、ヒトは前もって指定された発声をほとんど有さない (その数少ない現存する例として笑うことや鳴くことがある)。しかも、こういった残存している先天的な発声は束縛された神経経路によって産生されているが、言語はヒトの脳の数多くの領域が関与する分散的なシステムによって産生される。
言語の顕著な特質として、言語を扱う能力は遺伝するが、言語自体は文化によって伝えられるということがある。言語に基づいた説明として構築されるのだが、物事を行う技術的な方法などの理解も文化を通じて伝えられる。そのため、言語を扱う能力と文化との強固な共進化的な軌道が見込める。最初おそらく初歩的な型の原言語を使っていた初期の人類は文化的な理解にアクセスしたほうがよかっただろう。そして子供の脳が最初に学ぶ原言語によって伝達される文化的な理解は既に得た利益を付与することで伝えられた可能性が高い。
そのため初期の人類は疑いなく理解に生き残るためのカギを与える文化的ニッチを作り出し、そういったニッチのもとで繁栄する能力を最大限に活用する進化的変化を経るニッチ構造に関わってきたし、関わり続けている。より重要なニッチにおいて本能が生存にとって重要であるように保つ作用を持つ選択圧はヒトが自ら作り出した文化的ニッチにより依存していくことを楽にすると期待されたが、文化的適応を楽にする革新―この場合は、言語を扱う能力における革新―が広がっていくことも期待された。
ヒトは自らを馴致した類人猿であるとみなすことは、ヒトの進化について考えるうえで有用な方策である。ちょうど飼いならされることでキンパラの類型化された歌の選択が寛容になされるように―メスによる選択がバード・ブリーダーや彼の客たちによる選択に取って代わられるように―、ヒトが文化的に馴致されることで、ヒトの数多くの霊長類的な特徴の上での選択が寛容になされ、古い経路が退化したり再構成されたりできるようになる。哺乳類の脳が発展する非常にあいまいな方法があると―それらは基本的に次の段階の神経相互作用の準備となる一揃いの神経相互作用とともに「ボトムアップ」に自己構成するのだが―退化した経路がシナプス形成の新しい機会を模索し、発見する傾向がある。この、脳内の神経経路の先天的な脱分化能力はヒトの言語が複雑な機能を持つうえで重要な役割を果たす。そして、キンパラの例のように、そういう脱分化は非常に短い期間で起こる。
隠された性皮理論
服部兼敏が提起した仮説。メスのサルは、交接可能時期を性皮の赤色膨満によってオスに対してディスプレイしていた。ところがホモ属に進化すると二足歩行によってメスの性皮は胴体の下部になり、オスは性皮の変化を観察できなくなった。これによって交接可能時期が曖昧になってしまった。メスは、この交接可能時期を言語によって知らせるようになった。もちろん、これには交接可能時期でないのに交接可能だという騙し、メスはオスを騙すことで食物を提供させるという行動の獲得もあった。

## コミュニケーション、音声、言語
多くの科学者が音声と言語を区別している。(コミュニケーションのコンテクストとして、そしてとくに概念を形成してそれを伝えるための認知能力としての) 言語は精神遅滞や学習障害でも (特異性言語障害のような) いくつかの場合には使えるし、動物界でも知られていると学者たちは信じている。例えば、いわゆるトーキング・バードは様々な能力によってヒトの音声をまねることができる。しかしこのヒトの出す音をまねる能力は統語能力の習得とは大きく異なる。同様に、音声を発することは、現代の手話が証明しているように、言語を使用する上で必須ではない。手話は音声よりむしろ手振りによる記号・文法を言語の基礎として利用している。モールス信号だとか手旗信号といった者の体系は別の形のコミュニケーションだが、必ずしも言語ではない。
ヒトの言語をヒト以外のコミュニケーションの体系から区別するカギとなる特性は再帰性であると主張されてきた。この言語学的な意味での再帰は、例えば(The man with the old crusty eyepatch he wore since WWII) walked to (the store that burned down before his uncle had put down the downpayment)という複合的な文や、あるいはより情報量の少ないThe man walked to the store which the man who walked to the store walked toという文のように、語句の中に語句を挿入する (あるいは埋め込む) ことを言う。ムクドリ (Sturnus vulgaris) がこの再帰性を含む文法を習得できることがシカゴ大学での実験により明らかになった。実験者たちはムクドリに文脈独立な中央埋め込みという文法を訓練させた。ムクドリは文法的に許容できる発話を認め、そうでない発話を拒否することができたと彼らは報告している。さらに、ピラハン語はヒトの言語でありながら再帰性を示さないとダニエル・エヴェレットが主張している。
ヒトの言語のカギとなる特性は問う能力にあるとも提言されている。(特にボノボやチンパンジーのように) ヒトである調教師と (主に視覚的な形でのコミュニケーションを利用して) 交流するようになり、複雑な質問や要求に正しく応じる能力を示す動物もいたが、彼らでも、そしてもっとも単純な形であっても自ら問いを発することはできなかった。ヒトの子供は統語構造を使い始める遥か前、彼らの発達段階のうち喃語期に (問うイントネーションを使うだけではあるが) 初めて物を問うことができるようになる。異なる文化に属する赤子はそれぞれの社会環境で母語を習得するが、地球上に存在する言語は例外なく―声調言語であれ、非声調言語であれ、抑揚言語であれ、アクセント言語であれ―一般疑問文には上昇調の「問うイントネーション」を使用する 。この事実は問うイントネーションの普遍性の強い証明である。他に言及しておくべきこととして、激しい喜びの任意の表現は話し手の言語や国籍にかかわらず、概して下降調で発音され、これもまた普遍的であるということがある。

## 認知能力の発展と言語
言語を使用するものが有する一種の騙す能力は高いレベルの指示、つまり話し手にとって直近ではないものについて述べる能力である。この能力はしばしば心の理論、つまりそれぞれの欲求や意図を持っている自分とよく似た存在として他者を認識すること、と結びつけて考えられる。チョムスキー、ホイザー、フィンチ (2002年) によれば、この高いレベルの言及は六つの相からなる:
- 心の理論
- 個と性質の区別のような、非言語的・概念的な表現を習得する能力
- 指示の音声的シグナル
- 合理的・意図的なシステムとしての模倣
- 意図的なコミュニケーションの証拠としてのシグナル産生の任意の制御
- 数表現

### 心の理論
サイモン・バロン＝コーエン (1999年) は、40000年以上前からの以下の物の使用の証拠に基づいて、心の理論は言語使用に先立たなければいけないと主張している:意図を持って行われるコミュニケーション、失敗したコミュニケーションの修繕、教育、意図的な説得、意図的なごまかし、計画や目的の共有、話題や焦点の意図的な共有、騙り。さらに、こういった能力を示す霊長類もいるが皆がそうではないとバロン=コーエンは主張している。コールとトマセロのチンパンジーに関する研究の中にはこのことを支持するものがあって、チンプはそれぞれ他のチンプにも意識、知識、意図があることを認識しているようだが、間違った信念については理解できていないようであるという。多くの霊長類が心の理論を幾分か認識しているような傾向を示すが、ヒトが持っているのと完全に同じ心の理論を持つ者はいない。最終的に、言語使用のために心の理論が必要だという点に関してはある程度合意がなされている。そのため、ヒトにおいて心の理論が完全に発達したことが完全な言語の使用にとって必要な先駆者だったといえる。

### 数表現
ある注目すべき研究で、ラットとハトが食料を得るためにボタンをある回数押すよう要求された。彼らは四回以下の回数は非常に正確に区別できたが、回数が増えると失敗する確率が上がった (Chomsky, Hauser & Fitch, 2002)。松沢哲郎 (1985年) はチンパンジーにアラビア数字を教えようとした。この点に関して霊長類と人との違いは非常に大きい、というのは1から9までの数字がそれぞれ一定の量を表していることを学ぶのにチンパンジーは訓練時間中に何千回もの思考を必要とするのである。だが、1、2、3まで (時には4も) を学んだヒトの子供は後者関数 (つまり、2は1より1大きい、3は2より1大きい、4は3より1大きい;一たび4まで達すると子供はエウレカの瞬間を経てあらゆる整数「n」の価値が前の整数より1大きいことを理解する) を用いてより大きい整数の価値を理解する。要するに、霊長類は他の指示記号にアプローチするときと同様に数の意味を一つずつ覚えていくのに対し、ヒトの子供は最初に任意の記号のリスト (1,2,3,4...) を学ぶと続いてそれらの精確な意味を習得する。この結果はヒトの数表現において言語の「無制限生成性」が適用されている証拠だとみなされうる。

## 言語の構造

### 普遍文法
普遍文法仮説は、ヒトは生まれつき脳に「普遍文法」を固く組み込まれていると主張している仮説である。これ以外に子供が僅かな言語刺激だけでどのように言語を習得するのかを説明する方法はないと彼らは主張している（実際に、言語に関する何の事前知識も無しにディープラーニングとタグ無しコーパスだけによって文法を習得できるようなシステムを作ってみれば、ヒトのそれと比べて膨大な計算量が必要なことがわかるだろう）。普遍文法は地球上の言語の全文法体系を内包するある種の文法的なモデルからなるに違いないと彼らは主張している（生物学的に同じ脳を持っているのであるから、生得的に持っているのであれば同一でなければならないはずである、というだけだが）。
普遍文法の初期設定は少なくとも見て取れる限りではクレオール言語と同じである。こういった初期設定は子どもが個別の言語に合わせて言語を習得する段になると無視される。子供が言語を習得するときには、最初の内はクレオール言語の文法と矛盾するような個別言語の特性よりもむしろクレオール様の特性を習得する。
正確には「固く組み込まれている」ということではなく、言語に特化した能力を生得的に持っている、とする主張であることが、普遍文法に関する議論の焦点であり、「文法」という用語が使われる理由である。認知言語学者らは、ヒトの能力としてそのような言語に特化したものを仮定する必要・理由は無いとする立場であり、言語をそのように本能（instinct）とするのは神話だとする The Language Myth. Why Language Is Not an Instinct という書籍がある（ピンカー『言語を生みだす本能』を意識している）。
ただし、普遍文法仮説をとなえたノーム・チョムスキーらによる、生成文法という手法はフォーマルな（形式的な）記述を指向しており、チョムスキアンと呼ばれる彼らとしての研究こそ普遍文法との関わりに拘る傾向があるが、プログラミング言語などの形式言語の構文規則の記述に使われるバッカス・ナウア記法もその一種であるように、（ヒトの）自然言語と無関係な側面においては普遍文法仮説とも全く無関係である。チョムスキー自身によるその方向の研究もあり、チョムスキー階層などがその成果である。

### 語彙音韻論的原則
チャールズ・ホケット (1966年) はヒトの言語を記述する上で本質的だとされる特性のリストを詳述した。語彙音韻論的領域では、このリストのうち二つの特性が最も重要である:
- 生産性:言語使用者は全く新しいメッセージを作ったり理解したりできる。
  - 新しいメッセージは古いものを混ぜたり、古いものから類推したり、古いものを変化させたりすることで自由に作れる。
  - 新しい要素も古い要素も状況・文脈に応じて自由に新しい意味論的債務にあてがわれる。つまり、あらゆる言語において新しい語法が作られ続けているのである。
- (パターン形成の) 二重性:数多くの有意味な要素が、都合のいいことに数の少ない、独立して意味を持つことはないがメッセージを差異化する要素によって作られている。

言語の音韻体系は有限個の単純な音素からなる。各言語の特有の音素配列論的規則の下でこういった音素が再結合・連結させられ、形態論的体系と際限ない語彙が生まれる。言語のカギとなる特性は、簡素で有限な音韻論的要素によって、規則がその中の各要素を決定しているような無限の語彙体系が生まれることと、意味がその形式に密接に結びついていることである。音韻論的統語論は先立って存在する音韻論的要素の単純な結合である。ヒトの言語のもう一つの本質的な特性もこれに関連している。先立って存在する要素を結びつける語彙統語論によって意味論的に新しく互いに異なる語彙論的要素が生まれる。
ある語彙音韻論的要素がヒトの外部に存在することで知られている。自然世界に存在するものは全て (もしくはほとんど全て) 何らかの形式で記述されてきたが、ごく僅かなものが同一種内に共存している。鳥の歌、歌う類人猿、クジラの歌、これら全てが音韻論的統語論を示しているが、音的な要素を組み合わせて拡張された新しい意味を欠く大きな構造を作り上げている。ある種の霊長類は各要素が世界に存在するなんらかのものを指示するような単純な音韻体系を有している。しかし、ヒトの体系とは対照的に、こういった霊長類の体系の要素は通常個々独立して生じ、語彙統語論の欠如を示す。キャンベルモンキーが語彙統語論を持ち、二種の鳴き声を組み合わせたりする (捕食者が来たことを示す「ブーム」という鳴き声と危険の兆しが去ったことを示す鳴き声が組み合わせられるなど) が、これが語彙論的、もしくは形態論的な現象なのかは不明確である。

### ピジンとクレオール
ピジンは粗末な文法と限定された語彙しか持たない著しく単純な言語である。その初期段階においてピジンは主に名詞、動詞、形容詞からなり、冠詞、前置詞、接続詞、助動詞をほとんどあるいはまったく有さない。しばしば安定した語順を持たず、単語が語形変化を起こさない。
ピジンを話す集団の間での交流が長期間にわたって維持されると、そのピジンは多くの世代を経てより複雑になることがある。ある世代の子供たちがピジンを自分たちの母語として採用すると、ピジンは固定的になり固定的な音韻論、統語論、形態論、統語的埋め込みを有して複雑な文法を身にまとったクレオール言語へと発展する。そういった言語の統語論および形態論はしばしばその両親となった言語のそれに明確には由来せず特有の革新を持つ。
世界中のクレオール言語が研究され、クレオール言語は文法の面で互いに著しい類似性を示し、一様にピジンから一世代で発展していることが分かった。この類似性は共通の言語に由来していないクレオールの間でも明白である。また、クレオールは独立に生じていても互いに類似している。統語論的類似性にはSVO語順であることも含まれる。異なる語順の言語から生じた場合でもクレオールはしばしばSVO語順へ発展する。クレオールは定冠詞と不定冠詞の同じ用法のパターンを有する傾向があり、また、親言語と違っていてもある一定の語句構造の移動規則を有する傾向がある。。

## 言語の進化の生物学的なシナリオ

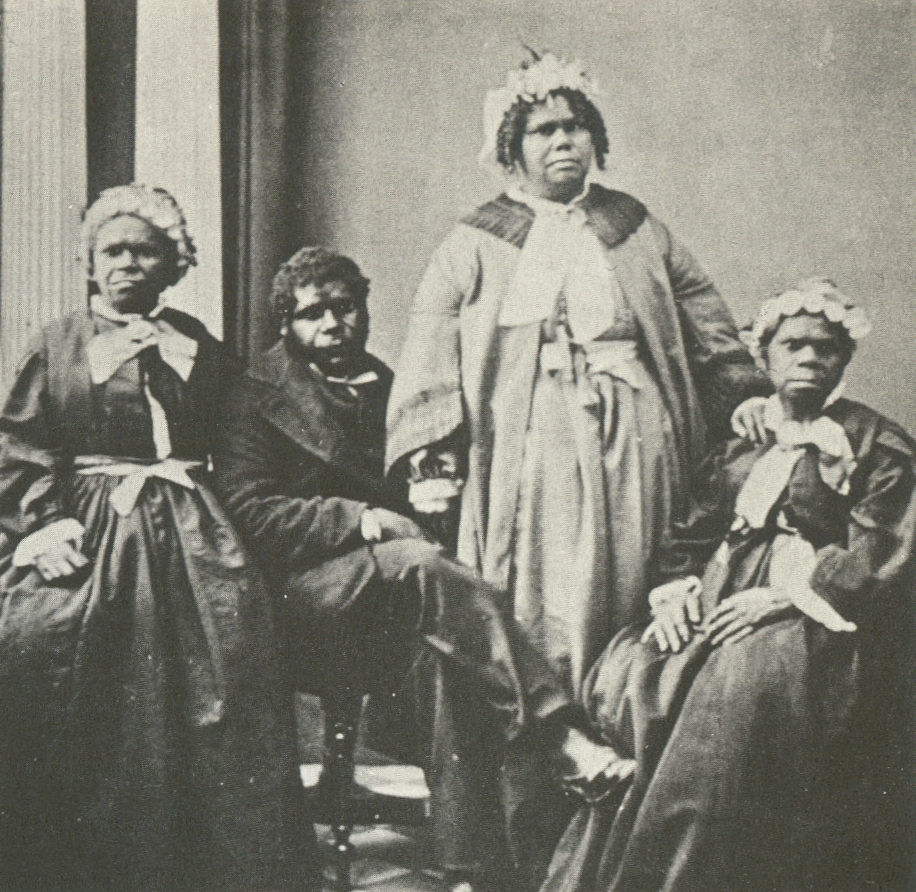
タスマニア先住民のようなはるか昔に他の人類から別れていった人々も等しく言語を持つ。

現在全人類が言語を有している。この中には旧大陸を発って4万年ほど経つタスマニア島やアンダマン諸島のアボリジニのような人々も含まれる。
言語の単一起源説は、全ての話されている音声言語がそこから生まれたような世界祖語と呼ばれることもある一つの祖語がかつて存在したという仮説である (これはむしろしばしば独立に生じてきたと知られている手話には当てはまらない)。
出アフリカ説によれば、15万年ほど前のアフリカに生きていたと推定される女性、ミトコンドリア・イヴに今日生きている人は皆由来するという。この説の下では、世界祖語がおおよそその頃にまで遡る可能性が出てくる。ボトルネック効果も主張されており、なかでもトバ・カタストロフ理論では、7万年ほど前のある時点で世界全体で人口が1万5000人から2万人程度まで減少したといわれている。もしこれが本当に起こったなら、そういったボトルネックは世界祖語を話す人間の時代の優れた候補であり、世界祖語を話す人間が必ずしも言語の最初の発生に居合わせたわけではないということを表す。
多地域仮説は、現代話されている言葉は全ての大陸で独立に進化してきたという、単一起源説の唱道者には受け入れがたい主張を必然的に伴う。

## 人間の発話の生物学的な基礎
喉頭の下降は先述したようにヒトの声道に特有の構造で音声および言語が発展する上で必要不可欠だとされている。しかし、これは水生哺乳類や大型のシカ (アカシカなど) の他の種でも見られるし、喉頭はイヌ、ヤギ、アリゲーターにおいても発声時に下降することが観察されている。ヒトにおいては、喉頭が下降することで声道の長さが伸び、ヒトが出せる音の多様性を広げている。ヒトにおける非音声的コミュニケーションの偏在性は言語が発展する上で喉頭の下降が必須ではない証拠となっていると主張する学者もいる。
おまけに喉頭の下降は言語的機能を持たず、(予期されていたよりも低い程度の音声化を通じて) 動物の外見的な大きさを強調しすぎているきらいがある。そのため、喉頭の下降は音声を発する上で重要な役割を果たし、人が出すことのできる音声の多様性を広げるのにもかかわらず、特にこの目的のために発展してきたわけではなく前適応の例である、ホイザー、チョムスキー、フィッチ (2002年) やジェフリー・レイトマンによって主張されている。

## 歴史

### 宗教と神話学において
言語の起源を探すことは神話に由来する長い歴史を持つ。ほとんどの神話では人間に言語の発明を帰しておらず、ヒトの言語に先立つ神の言語について語られている。鳥の言語のような動物や魂とのコミュニケーションに使われる神秘的な言語も一般的であり、ルネサンスの時期に特に関心がもたれた。

### 歴史的実験
実験によって言語の起源を発見しようとした人々に関する逸話が歴史上数多く存在する。そういった話の最初の物がヘロドトスによって (『歴史』2.2) 語られている。ファラオのプサメティコス1世 (紀元前7世紀) が二人のヒトの子供を羊飼いに、彼らの最初の言葉が決定するまでは決して子供たちに話しかけてはいけないが羊飼かいは彼らに食料を与えて育てなければいけないという命令とともに育てさせるという実験を行った。その実験でプサンメティコス1世は最初の言語はフリュギア語だと結論した。ジェームズ4世 (スコットランド王)が同様の実験を試み、一説には彼の実験の対象となった子供たちはヘブライ語を話したともいう。中世の君主フリードリヒ2世とアクバルも同様の実験を行ったとされる。アクバルの実験では、対象となった子供たちは言葉を話さなかった。

### 研究史
18世紀後半から19世紀前半にかけてヨーロッパの学者が、世界の言語は原始的なものから先進的なものまで発展の様々な段階におり、最も先進的だとされる印欧語において最高潮に達すると考えた。
近代的な言語学は18世紀後半になってやっと始まり、ヨハン・ゴットフリート・ヘルダーやヨハン・クリストフ・アーデルングのロマン主義的・アニミズム的な理論が19世紀までよく影響力を保った。言語の起源の問題は系統だったアプローチでは近づきがたかったようで、1866年にパリ言語学協会が言語の起源に関する討論を禁止し、答えることのできない問題とみなしたのは有名である。歴史言語学の体系的なアプローチが19世紀の間に徐々に発展し、カール・ブルークマンその他の青年文法学派においてその頂点に達した。
しかし、学者たちの言語の起源に対する関心は1950年代以降に普遍文法、集団比較、言語年代学といった新しい思想とともに (論争を伴いながら) 徐々にしか再燃しなかった。
独立した分野としての「言語の起源」は神経言語学、心理言語学、人類の進化の研究から生まれてきた。1988年には『言語学の書誌』で「言語の起源」が独立した見出しで心理言語学の下位分野として紹介されている。進化言語学の専門の研究機関は1990年代にのみに起こっている今日の現象である。

### ニカラグア手話の創生
1979年のサンディニスタ革命で誕生したニカラグア新政府は、国内が落ち着き始めたころに最初の国家的な施策として識字率向上を掲げ、その一環として聾者である子供に対する教育を始めた。これ以前にはニカラグアには聾者の共同体は存在しなかった。特別教育施設は最初に、50人の聾者児童が出席するプログラムを創立した。1983年には施設に400人の児童がいた。施設は世界中で使われている手話による教育設備をなんら有しなかった。そのため、児童は手話を教えられることはなかった。その代わりに言語プログラムでは話し言葉のスペイン語と読唇術が重視され、教師による手振りの使用は (アルファベットを表す単純なサインを使った) 指で文字を綴ることに限定された。しかし児童は文字も、スペイン語の言葉の意味も理解できず、このプログラムは成功しなかった。
施設に最初に来た児童らは家族との生活の中で習得したごく僅かで未熟なジェスチャーしか使えなかった。しかし、初めて児童らが家族以外の集団で一緒にいるようになると、彼らは互いの手振りをもと自分が知っていたものに加えて使うようになった。さらに年数がたち、より多くの、より若い児童が参加すると、言語はより複雑さを増した。生徒とのコミュニケーションをあまりとれていなかった彼らの教師らは、児童が互いにコミュニケーションを取り始めたのを敬意を持って眺めた。
後にニカラグア政府はアメリカ合衆国ノースイースタン大学の手話の専門家ジュディー・ケグルの助けを懇請した。ケグルや他の研究者らはその言語の分析を始めると、年長の児童らのピジン様の言語を、より若い児童らが動詞の一致とその他の文法の規則を成立させて、高いレベルの複雑さへと到達させていることに気付いた。